# Rafael Eguía Lis
El general Rafael Eguía Lis Salot (29 de noviembre de 1864-1917) fue un militar mexicano que participó en la Revolución mexicana.

## Biografía
Nació en Cuautitlán, Estado de México, el 29 de noviembre de 1864. Fue el segundo hijo de Joaquín Eguía Lis (primer rector de la UNAM) y Dolores Salot Márquez.
Sus hermanos fueron Ana María Eguía Lis Salot (1862-); María Mercedes Eguía Lis Salot (1866-); Isabel Eguía Lis Salot (1869-); Juan Manuel Eguía Lis Salot (1872-); Rosa Eguía Lis Salot (1876-); Alfonso Eguía Lis Salot (1879-); Rosario Eguía Lis Salot (1880-); Felipe Eguía Lis Salot (1880-); Paz Eguía Lis Salot (1884-); Leopoldo Eguía Lis Salot (1884-); Joaquín Mario Eguía Lis Salot (188-); Bernardo Eguía Lis Salot (-?).
Se casó el 4 de diciembre de 1891 con María Gómez Zamorano (1871-). Tuvo varios hijos entre ellos María Eguía Lis Gómez, Joaquín Eguía Lis Gómez (muerto junto con su padre en batalla), Gabriel Eguía Lis Gómez, Rafael Eguía Lis Gómez, Martha Eguía Lis Gómez, Rosa María Eguía Lis Gómez, Dolores Eguía Lis Gómez, Roberto Eguía Lis Gómez.
Tras el asesinato simultáneo de Rafael Eguía Lis Salot y su hijo brigadier Joaquín Eguía Lis Gómez, su esposa María Gómez Zamorano (1871-) pide una pensión como viuda de militar, pero se la niegan durante la presidencia de Carranza. El secretario particular del ciudadano presidente de la República (Carranza) envía, con su oficio número 5,554 fechado el 4 de noviembre de 1920s, por acuerdo de aquel funcionario, un escrito en que la señora María G. viuda de Eguía Lis, solicita pensión como esposa del general Rafael Eguía Lis." - A la 1a. Comisión de Peticiones. Pero se le niega la pensión. En mayo de 1920 Carranza es asesinado y durante la breve presidencia de Adolfo de la Huerta la viuda solicita su pensión en documento fechado 30 de octubre de 1920 a la cámara de diputados. Éste es leído en la sesión del 9 de noviembre de 1920, pero también le es negada la pensión al tomar la palabra el C. Espinosa Luis en contra del trámite.
La solicitud leída ante la cámara de diputados se reproduce a continuación:
30 de octubre de 1920.
"Señor presidente Adolfo de la Huerta. "Señor de todo mi respeto: "Suplico a usted se digne perdonar si soy imprudente con mi súplica, pero lo amargo de mi situación es ya terrible. "Señor presidente: Hace cuatro años que pereció mi esposo en Oaxaca, como usted sabrá, por manos del señor general Santibáñez. Mi esposo era el señor general Rafael Eguía Lis, y mi hijo general Brigadier Joaquín del mismo apellido...". Fuente: Diario Núm. 63 de la Cámara de Diputados, 9 de noviembre de 1920. http://cronica.diputados.gob.mx/DDebates/29/1er/Ord/19201109.html
Su viuda e hijos huérfanos terminaron en la pobreza extrema ante la negativa de la autorización de apoyo económico por parte del gobierno federal. Se puede inferir que hubo razones políticas para esta negativa. Una de ellas radicó en el humanismo de Rafael Eguía Lis Salot quien prefiriera el diálogo pacífico a las balas en enfrentamientos contra diversos enemigos del estado federal como en el caso los mayas rebeldes de Quintana Roo. Otra fue su afiliación con Emiliano Zapata.

## En el Colegio Militar
Hizo su carrera en el Colegio Militar de Chapultepec. Gozó de gran prestigio por sus conocimientos técnicos de la artillería. Fue profesor en el Colegio Militar y en la Escuela Militar de Aspirantes; autor de varias obras sobre artillería. El periódico "Oaxaca en México" cita sobre su personalidad que se destacó: "por su caballerosidad y su pericia en las armas" p. 11.
En el año de 1900, el entonces capitán Rafael Eguía Lis mandaba la primera compañía en el Colegio Militar. Al frente de la segunda se encontraba el capitán primero Felipe Ángeles. En aquella época los oficiales comisionados en el Colegio Militar eran los más distinguidos del ejército, por su conducta, por su talento y por su sabiduría.

## En la Revolución Mexicana con las fuerzas federales
En 1910, al mando de fuerzas federales, combatió contra los revolucionarios maderistas en el estado de Chihuahua. El 10 de marzo de 1911, sustituyendo al coronel Samuel García Cuellar, el aún coronel Eguía Lis, secundado por el mayor de Ingenieros Vito Alessio Robles, derrotó a las fuerzas de Francisco I. Madero alzándose con la victoria de la Batalla de Casas Grandes, Chihuahua. Su participación en la batalla de Casas Grandes fue documentada en el periódico norteamericano de Texas llamado "El Paso Morning Times" con fecha del 20 de marzo de 1911. Por su participación en el combate de Casas Grandes le fue otorgado el grado de general brigadier el 6 de marzo de 1911. En junio de ese año lo comisionó el jefe de la Zona Militar para recibir en Chihuahua a las fuerzas revolucionarias comandadas por Pascual Orozco, hijo.
También derrotó al general zapatista Ángel Barrios, haciéndolo prisionero y llevándolo a la Ciudad de México, quien fue confinado al cuartel de San Ildefonso.

## En la Revolución Mexicana con los Zapatistas
En agosto de 1911 tomó partido por el Zapatismo. El 24 de abril de 1912 fue designado por Francisco I. Madero como Jefe Político y comandante militar de Quintana Roo en sustitución de Manuel Sánchez Rivera. Recién llegado a cumplir su comisión inició el reparto de ejidos en Payo Obispo.
El General Rafael Eguía Lis estableció los lazos de comunicación entre la gente de San Antonio Muyil, quienes deseaban reconocer al gobierno. La política hacia los mayas se caracterizó por verdaderos intentos de acercamiento y el establecimiento de lazos de confianza, tanto que el presupuesto de egresos anual destinaba una cantidad de dinero para regalo y ayuda hacia las "tribus indígenas".
También en esa época le concedió la libertad a Ignacio Muñoz, quien siendo militar, publicó el periódico "El Mosquito" en Santa Cruz de Bravo, publicación desde la que criticaba los excesos porfiristas por lo que fue arrestado por orden del jefe de la guarnición militar, Víctor M. Morón.
El 9 de septiembre de ese mismo año entregó el poder a Alfredo Cámara Vales y quedó únicamente al frente de la comandancia militar de la zona.
Rafael Eguía Lis Salot colaboró con el ejército de Emiliano Zapata con sus conocimientos de artillería al ayudarlos a fabricar balas a partir de los cables de los tranvías que eran de 7 milímetros los cuales fueron cortados y se les sacó punta. Esto se cita en el libro Bartra, Armando.  " México Historia de un pueblo: Tomo 18: Tierra y Libertad". México D.F. 1a edición: SEP, 1982. Print. pp. 66. ISBN 968-429-246-5.

## Relación Humanitaria de Rafael Eguía Lis Salot con indígenas Mayas de Quintana Roo
Fue Jefe Político del Territorio Federal de Quintana Roo (1912). Ayudó a la pacificación de las tribus mayas de Santa Cruz de Bravo y de otros lugares que se mantenían en rebelión y a las que el General Victoriano Huerta había combatido con verdadera crueldad y por medios de condenable salvajismo. Rafael Eguía Lis Salot opinó que para la pacificación de esas tribus no se necesitaban balas sino hombres de buena voluntad y al efecto se presentó sólo sin armas en el campo rebelde tal como lo había prometido a los jefes enemigos para escuchar sus proposiciones de paz. Esta actitud valerosa le granjeó la estimación de los indios Mayas a quienes sometió y más tarde ayudó para que mejoraran su sistema de vida. Su participación humanitaria hacia los indígenas Mayas es citado en el periódico "Oaxaca en México" con el título" El General Rafael Eguía Lis Salot": Algunos apuntes de su vida de militar y En qué forma ocurrió su muerte" p.11-12 de 191?.
El General Rafael Eguía Lis Salot se entrevistó con los indígenas Mayas rebeldes de Muyil y este hecho se documentó en Revista Peninsular el 8 de noviembre de 1912. p. 5. Varias personas acompañaron a Eguía Lis incluidos el traductor Patricio Rivero, el presidente del ayuntamiento José Martín y el cura Francisco Palau, así como el fotógrafo Federico Alcerreca y el periodista de -La Revista Peninsular-. La narración de lo ocurrido se documenta también en el libro -Cozumel, Vida Porteña, 1920-de Martín Ramos Díaz. ISBN 968-7864-03-6. Impreso en Chetumal Quintana Roo. Editorial:Universidad de Quintana Roo, 01/01/1999 - 130 páginas.

## Últimos años
El 22 de junio de 1915, durante el enfrentamiento entre convencionistas y constitucionalistas, los carrancistas bajo el mando de Pablo González tendíanse de San Juan Teotihuacán a Azcapotzalco. Los zapatistas, en cambio, hallábanse parapetados en Cerro Gordo, utilizando el Gran Canal del Desagüe. El general Rafael Eguía Lis, por entonces convencionista, con su cuerpo de artillería, detenía sin gran esfuerzo a las tropas carrancistas que pretendían llegar a Los Reyes y San Cristóbal.
En 1917 fue traicionado y fusilado por las tropas del fallecido Alfonso Santibáñez.